# Джонс, Дуэйн
Дуэйн Джонс (англ. Duane Jones; род. 1993) — валлийский профессиональный игрок (с 2015 года) в снукер.

## Биография и карьера
Родился 30 апреля 1993 года в Уэльсе.
Начал играть в снукер в возрасте двенадцати лет, вступив в местный снукерный клуб и играя за полноразмерными столами. Особое впечатление на него оказал Джимми Уайт. Стал капитаном валлийской сборной до 16 лет и самым молодым игроком, выигравшим одиночные игры в Aberdare Valley Snooker League.
В сезоне 2010/11 Джонс начал участвовать в турнирах Players Tour Championship, а также в Q School и других рейтинговых турнирах.
В 2015 году Джонс добился успеха в Q School и заработал путевку (tour card) на сезоны 2015/16 и 2016/17.
Самым успешным выступлением является полуфинал турнира German Masters в феврале 2019 года.